# Olga Rodrigues
Olga Rodrigues (São Paulo - 1994) é uma jogadora profissional brasileira de Counter-Strike: Global Offensive, sendo reconhecida a primeira jogadora trans de CS:GO.

## Carreia
Em 2016, aos seus 21 anos, compreendeu melhor seus sentimentos quanto a gênero e começou a jogar profissionalmente. No mesmo ano, jogando por uma equipe masculina, ela venceu o Brasil Game Cup.
Em 2018, foi contratada como jogadora no Black Dragons, um dos maiores times brasileiros de games.
Foi contratada pela FURIA no fim de 2021.
Foi classificada como a quinta melhor jogadora do Brasil no ranking de 2021 de Counter Strike: Global Offensive.

## Vida pessoal
Olga Rodrigues nasceu em São Paulo. É irma quadrigêmea e cresceu com sete pessoas em um bairro de classe média paulistana. Ela começou a jogar com dez anos de idade e aos 15, entrou na primeira equipe. Ela vendeu peças e foi morar com uma amiga, sem acesso á internet. Após alguns messes, Olga passou a morar com a namorada onde tem acesso á internet. Antes de voltar a jogar, ela fez uma enquete com diversas jogadoras perguntando se apoiavam a entrada dela na liga feminina.
Atualmente, Olga mora com outras 5 meninas em uma game house. Mora na Malásia.[carece de fontes?]
No tempo livre, ela cursa faculdade de Desenvolvimento de Sistemas.